# Cristian Prisecaru
Claudiu-Cristian Prisecaru, cunoscut și sub numele de Cristian (Cristi) Prisecaru sau porecla de Safe Dracula (n. 28 noiembrie 1976, orașul Roman) este un cascador și actor român.

## Biografie
Claudiu-Cristian Prisecaru s-a născut la data de 28 noiembrie 1976, în orașul Roman (județul Neamț). Încă de la vârsta preșcolară, s-a evidențiat printr-un talent artistic deosebit, participând cu succes la diverse manifestări artistice. De remarcat este faptul că memorase textul integral al "Amintirilor din Copilarie" (partea a treia) scris de Ion Creanga, cărora le dădea o interpretare autentică pe diverse scene din județul Neamț. A câștigat și un binemeritat loc doi la faza județeană a concursului de interpretare pentru copii. A avut și o aparitie la radio Constanța, în 1987. După absolvirea în anul 1995 a Liceului Teoretic "Roman Vodă" din Roman, la clasa de matematică-fizică, s-a mutat la Bucuresti unde a urmat studiile Universității Politehnice București si ale Universitatii de Stiinte Agronomice.
La vârsta de 9 ani intră în lumea artelor martiale, o lume secretă în acea perioadă pentru majoritatea romanilor. Primul contact l-a avut cu Judo, pe care l-a practicat timp de 2 ani. A urmat o scurtă întrerupere a antrenamentelor regulate, timp în care se alăturase unor tineri entuziaști, mult mai mari decât el, care se antrenau după filmele lui Bruce Lee. În această perioadă s-a pregătit în utilizarea Nunchaku-lui.
În 1990 se înscrie la clubul de Qwan Ki Do din Roman, urmând antrenamentele in sala de 3 ori pe săptămână si in aer liber ori de cate ori se putea. În anul 1995 obține gradul de Centură Neagră (black belt). În anul 1996, devine vicecampion național de luptă arme tradiționale - nunchaku. În 1996, a vrut să plece în Legiunea Straina (French Foreign Legion), dar unele complicatii l-au impiedicat. Din 1996 până în 1998 a deținut un club de arte marțiale în București. Fiind un practicant dedicat al artelor marțiale, studiază majoritatea stilurilor de luptă ( Aikido, Taekwondo, Karatedo, Kung Fu, Penchaksilat, Thaibox, Systema) și tehnicile de luptă cu arme (săbii, topoare, sulițe, arcuri,...).
Participă la numeroase spectacole și demonstrații de arte marțiale pe teritoriul României.
În anul 2000 intră în lumea filmului și a cascadorilor, avându-l ca profesor pe faimosul maestru Szobi Cseh.
```
 "Cascadorul este un iluzionist într-o lume reală. E un tehnician într-o lume artistică. El trebuie să fie o persoană foarte bine antrenată din punct de vedere psiho-fizic și care să-și asume, în deplinătatea facultăților mintale, riscul ce dă măreție actului actoricesc"
                                                                                               (Cristian Prisecaru)
```

A avut colaborări cu diverse case de producție filme din România și din străinătate. A lucrat cascador, regizor de lupte și acrobat în spectacolul "Carnavalul de Foc" la Circul Globus București, în anul 2006.
El este inițiatorul "Registrului de Cascadori" proiect de atestare și școlarizare a cascadorilor români. "Registrul de Cascadori" s-a dorit a fi primul pas în crearea standardului ocupațional al profesiei de cascador în România.

## Informații profesionale
Lucrează internațional, ca și coordonator cascadori, cascador, regizor acțiune, coregraf lupte, consilier lupte.
Abilitățile sale profesionale au depășit granițele României și acoperă toate categoriile de cascade: acrobații, lupte, cai, mașini, ambarcațiuni, scufundări, pirotehnie.
În 2003 execută o cădere, cu spatele în jos, de la 27 m.
În anul 2004 a fost invitat de compania Animal Acting să participe la filmarea unei reclame, în Turcia, alături de Tarkan.
În anul 2006 realizează cascadoria încheiere a filmului de scurt metraj "Vineri în jur de 11" - este lovit de mașină spărgând parbrizul.

## Premii
În anul 2003, obține locul doi la Campionatul Mondial de Cascadorie Moscova. Tot aici primește și porecla de "Safe Dracula".

## Afilieri
Cristian Prisecaru este membru al Taurus World Stunt Academy din anul 2007.
Din 2008 este membru al UARF.
Fondează în 2005, împreună cu Szoby Cseh, Asociația Cascadorilor Români.
In 2007 a fost președinte executiv la Sindicatul Profesioniștilor din Industria de Divertisment - ARTIS, devenind din martie 2008 președintele Federației Naționale "Alfa ART" din cadrul Confederației Naționale Sindicale "Cartel Alfa". În 2010 a  demisionat din aceste funcții.

## Filme
- "Primele 50 de întâlniri" (2018) lung metraj de comedie, Yaar Bandooka (2018) lungmetraj de acțiune, "Samba" (2017) lungmetraj de box, "Dos Policias en Apuros" (2015) lungmetraj de comedie polițista, "Forced to Fight" (2011) drama de MMA, "Vineri in jur de 11"(2006 Ro) scurt metraj
- "Secretul Mariei"(2006 Ro) serial tv - ep. 90
- "Lacrimi de Iubire"(2005 Ro) serial tv - ep.29
- "Imperium II" (2005 Ger) - prințul moștenitor
- "Xenophobia" (2005)
- "Les Rois Maudits" (2004 Fr)
- "Funny Money" (2004 USA)- cascador dublura Kevin Sussman
- "Kyon Ki" (2004 In)
- "Return of the Living Deads 5" (2004 USA)
- "Boudica -Warrior princess" (2002 UK)
- "Amen" (2002 Fr)

## Scenarist, regizor,coordonator cascadori
- "Afacerea" (2003 UK)
- "Băieții răi" (2003 UK)
- "Soar,... al străzilor" (2003 UK)

## Spectacole
- "Piratii din Caraibe" (2013) actor principal, "A 7-a Kafana" (2006) - actor

" "Carnavalul de Foc" (2006)Circul Globus București - cascador/acrobat - 
- "Apus de Soare" (2004-06) - cascador/actor "Bogdan Vodă"
- "Măsură pentru măsură" (2003) - instructor scrimă/regizor luptă/actor

## Consultant lupte
"Dragonul" (2008) teatru japonez Bunraku